# BRIX1
BRIX1 (англ. BRX1, biogenesis of ribosomes) – білок, який кодується однойменним геном, розташованим у людей на короткому плечі 5-ї хромосоми. Довжина поліпептидного ланцюга білка становить 353 амінокислот, а молекулярна маса — 41 401.
| 10         |  | 20         |  | 30         |  | 40         |  | 50         |
| ---------- |  | ---------- |  | ---------- |  | ---------- |  | ---------- |
| MAATKRKRRG |  | GFAVQAKKPK |  | RNEIDAEPPA |  | KRHATAEEVE |  | EEERDRIPGP |
| VCKGKWKNKE |  | RILIFSSRGI |  | NFRTRHLMQD |  | LRMLMPHSKA |  | DTKMDRKDKL |
| FVINEVCEMK |  | NCNKCIYFEA |  | KKKQDLYMWL |  | SNSPHGPSAK |  | FLVQNIHTLA |
| ELKMTGNCLK |  | GSRPLLSFDP |  | AFDELPHYAL |  | LKELLIQIFS |  | TPRYHPKSQP |
| FVDHVFTFTI |  | LDNRIWFRNF |  | QIIEEDAALV |  | EIGPRFVLNL |  | IKIFQGSFGG |
| PTLYENPHYQ |  | SPNMHRRVIR |  | SITAAKYREK |  | QQVKDVQKLR |  | KKEPKTLLPH |
| DPTADVFVTP |  | AEEKPIEIQW |  | VKPEPKVDLK |  | ARKKRIYKRQ |  | RKMKQRMDSG |
| KTK        |  |            |  |            |  |            |  |            |

A: Аланін

C: Цистеїн

D: Аспарагінова кислота

E: Глутамінова кислота

F: Фенілаланін

G: Гліцин

H: Гістидин

I: Ізолейцин

K: Лізин

L: Лейцин

M: Метіонін

N: Аспарагін

P: Пролін

Q: Глутамін

R: Аргінін

S: Серин

T: Треонін

V: Валін

W: Триптофан

Кодований геном білок за функцією належить до фосфопротеїнів. 
Задіяний у таких біологічних процесах, як біогенез рибосом, ацетилювання. 
Локалізований у ядрі.